# Чемпионат России по самбо среди женщин 2007
Чемпионат России по самбо среди женщин 2007 года проходил в Брянске с 13 по 16 июня.

## Медалисты
| Весовая категория | Золото                                  | Серебро                                   | Бронза                                                                     |
| ----------------- | --------------------------------------- | ----------------------------------------- | -------------------------------------------------------------------------- |
| до 48 кг          | Кристина Квачан Приморский край         | Зинаида Борисова Брянская область         | Елена Бондарева Москва Полина Рубель Приморский край                       |
| до 52 кг          | Татьяна Зенченко Приморский край        | Мария Проскура Москва                     | Мария Румянцева Пермский край Александра Дурнова Самарская область         |
| до 56 кг          | Марина Корнеева Кемеровская область     | Людмила Егорова Смоленская область        | Наталья Арановская Краснодарский край Жанна Станкевич Москва               |
| до 60 кг          | Олеся Кондратьева Иркутская область     | Надежда Зайцева Санкт-Петербург           | Яна Костенко Приморский край Юлия Летова Санкт-Петербург                   |
| до 64 кг          | Екатерина Гольберг Астраханская область | Наталья Мельникова Брянская область       | Анна Булавина Санкт-Петербург Юлия Кузина Оренбургская область             |
| до 68 кг          | Ольга Усольцева Тюменская область       | Юлия Семёнова Калужская область           | Светлана Аверушкина Приморский край Светлана Семёнова Калужская область    |
| до 72 кг          | Светлана Галянт Камчатская область      | Оксана Герзанич Астраханская область      | Светлана Фёдорова Тюменская область Екатерина Лабина Рязанская область     |
| до 80 кг          | Анна Субботина Волгоградская область    | Елена Грабова Оренбургская область        | Марина Морозова Мурманская область Алёна Качоровская Волгоградская область |
| свыше 80 кг       | Ирина Родина Пермский край              | Светлана Федосеенко Новосибирская область | Эльмира Викилова Пермский край Ольга Татару-Коваленко Красноярский край    |

## Командное первенство

### По регионам
1. Брянская область;
2. Владимирская область;
3. Ивановская область.

### По округам
1. Дальневосточный федеральный округ;
2. Москва;
3. Приволжский федеральный округ.